# Jahnstadion Regensburg
El Jahnstadion Regensburg anteriormente Continental Arena es un estadio de fútbol ubicado en la ciudad de Ratisbona (Regensburg), Alto Palatinado, Alemania. el estadio fue inaugurado el 18 de julio de 2015 y cuenta con una capacidad para 15.210 espectadores. Su equipo titular es el SSV Jahn Regensburg, club que actualmente juega en la 2. Bundesliga.